# Eric Vila
Eric Vila Martinez (Gerona, España, 15 de mayo de 1998) es un jugador de baloncesto que juega de ala-pívot y su actual equipo es el Dreamland Gran Canaria la Liga Endesa.

## Trayectoria
Eric ingresó en las categorías inferiores del FC Barcelona en 2010, procedente de las categorías inferiores del Club Bàsquet Sant Josep de Girona. 
En la temporada 2015-16 fue una de las sensaciones en la cantera del Barcelona, campeones de España Junior y de la Euroliga. El Barcelona contaba con él, pero Vila tenía claro que quería irse a USA. El Barcelona le quería ofrecer su primer contrato profesional, pero Vila decidió dar el salto a Estados Unidos y seguir formándose en la NCAA. En junio de 2016, la Universidad de Texas A&M lo anunciaría de forma oficial.
Tras disputar la temporada 2016-17 en las filas de los Texas A&M Aggies, se marchó a Northwest Florida State, pero debería de estar un año sin jugar.
En la temporada 2018-19, jugaría con los Northwest Florida State Raiders y en la temporada 2019-20 volvió a cambiar de universidad e ingresó en la Universidad de Texas en El Paso para jugar con los UTEP Miners. 
En la temporada 2020-21, sufriría una lesión que le apartaría de la canchas durante toda la temporada.
El 18 de julio de 2021, firma por el Bàsquet Girona de la Liga LEB Oro.
El 30 de junio de 2024, firma por el Club Baloncesto Breogán de la Liga Endesa.